# Juan Afara
Juan Audes Afara Maciel (Santa Rosa Misiones, 19 de agosto de 1960) é um político e produtor agrícola paraguaio. Foi vice-presidente do país de 2013 até 2018, eleito pelo Partido Colorado nas eleições gerais no Paraguai em 2013. Assumiu o cargo em 15 de agosto de 2013, com o Presidente Horacio Cartes. Renunciou em 11 de abril de 2018, para candidatar-se a senador.
É formado em Ciências Ambientais, latifundiário e um dos fundadores do Distrito de Tomás Romero Pereira, departamento de Itapúa.
Entre 1985 e 1989 exerceu cargos administrativos municipais em Tomás Romero. Entre 1996 e 2001, foi Prefeito daquele Distrito.
Nas eleições gerais de 2008, foi eleito Governador de Itapúa pelo Partido Colorado, exercendo o cargo de 15 de agosto de 2008 a 19 de outubro de 2012.